# 薩馬里內什蒂鄉
薩馬里內什蒂鄉（英語：Samarinești）是羅馬尼亞的鄉份，位於該國西南部，由戈爾日縣負責管轄，面積32平方公里，海拔高度319米，2007年人口1,873，人口密度每平方公里58人。